# Varjager

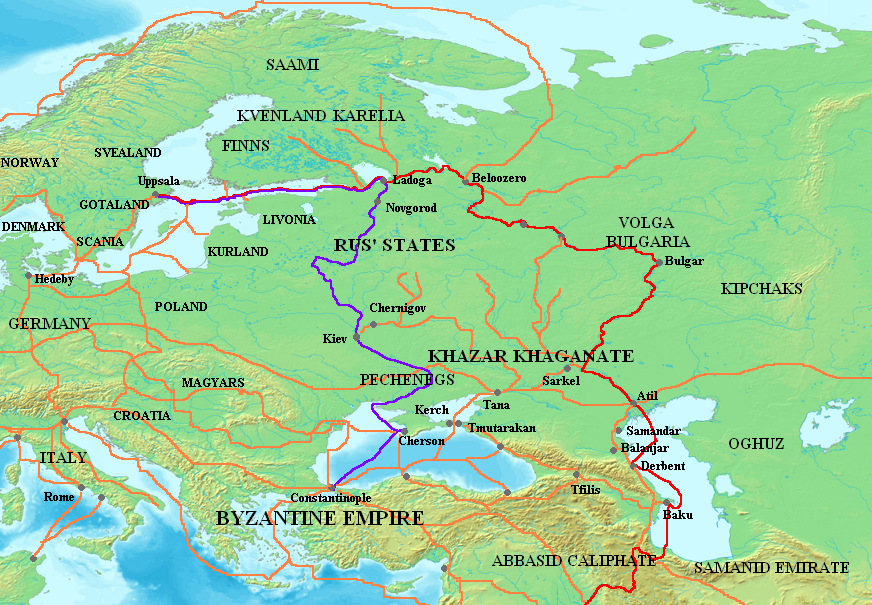
Karta visande de största Varjagiska handelsvägarna, handelsvägen längs Volga (i rött) och handelsvägen från Varjagerna till Konstantinopel (i lila). Andra handelsvägar under 700-1000-talen i orange.

Varjager (engelsk transkribering: varyag, fornöstslaviska варѧгъ, med latinska bokstäver transskriberat som varęgŭ), av nordiska väringar (förmodligen "De edsvurna"), är namnet på vikingatida skandinaver (nordmän, framför allt ruser eller svear i allmänhet) hos de slaviska stammarna. På grekiska motsvarades detta namn av varangoi Βάραγγοι och på georgiska varangielebi ვარანგიელები. Handelsvägen från varjagerna till grekerna omnämns i Nestorskrönikan som Путь «из варяг в греки», Put' iz varjag v greki och sträckte sig från Birka ner till Bysans. I modern ryska skrivs ordet som варяг (varjág) och har fått betydelsen utböling. 
Varjag är en östslavisk benämning på nordmän, som under vikingatiden flyttade till och bosatte sig i Kievriket. Ordet går tillbaka till kyrkoslaviska vareg (e = nasalerat e), vilket å sin sida utgått från fornnordiska ackusativet væring av væringr (variant till væringi) som är belagt i fornisländska handskrifter och i ett par runinskrifter. Första stavelsens a tyder på, att ordet inlånats i kyrkoslaviskan före det nordiska i-omljudets tid. Det nordiska grundordet torde av allt att döma ursprungligen ha betytt "edsvuren". I fråga om ordets egentliga innebörd har meningarna emellertid varit delade. Å ena sidan har man trott det avser en edlig förpliktelse att lämna hjälp och skydd, å den andra en edfäst överenskommelse, genom vilken man får sig skydd tillerkänt. Kanske återspeglar ordet båda dessa betydelser. Med andra ord benämningen væring av væringr (variant av væringi) skulle ha använts om personer, förbundna genom ed att bistå varandra, ungefär gillesbröder. 
I Novgorodområdet, särskilt utmed de av nordmännen följda vattenlederna, uppträder ännu i vår tid ortnamn, i vilka nordiska væring ingår. Ett par dylika återfinns vidare i området Jaroslavl oblast nära övre Volga. Man har sålunda i Ilmenområdet byarna Vorjazja, Verjassko, Verjazjino, floden Verjazja med bifloden Verjazjka o.s.v. Ännu på 1700-talet fanns i Novgorod en Varjazjskaja ulitsa, "Väringegata". I Jaroslavl oblast återfinns Varegovo och Varjagovo. Anmärkningsvärt är att i flertalet av dessa namn första stavelsen innehåller e, vilket säkerligen beror på att de uppstått i en tid då det nordiska grundordet redan genomgått e-omljud. Egendomligt nog finner man inte liknande ortnamn kring övriga av nordmännen använda vattenvägar (Düna, Dnepr o.s.v.) Om sådana funnits, har de tydligen bortsopats under senare tiders folkrörelser.